# دياتريم
دياتريم (بالإنجليزية: Diatreme)‏، يعرف أحيانًا باسم بركان مار-دياتريم، وهو أنبوب بركاني يتكون من إنفجار غازي. عندما ترتفع الصهارة من خلال صدع في قشرة الأرض وتتصل بجسم ضحل من المياه الجوفية، يمكن أن يتسبب التوسع السريع في بخار الماء الساخن والغازات البركانية في حدوث سلسلة من الإنفجارات.
تُركت فوهة بركانية ضحلة نسبيًا (تُعرف باسم maar) وكسر مملوء بالصخور يسمى (الإنقسام الفعلي) في قشرة الأرض. تخترق دياتريم سطح الأرض وتنتج شكل مخروطي مقلوب حاد. تم تطبيق مصطلح دياتريم بشكل أكثر عمومية على أي جسم مقعر من الصخور المكسورة التي تكونت بفعل قوى متفجرة أو هيدروستاتيكية، سواء كانت مرتبطة بالبراكين أم لا. تأتي الكلمة من اليونانية δία (عبر) وτρῆμα (ثقب، فتحة).